# 高山雨燕
高山雨燕（學名：Tachymarptis melba）為雨燕科高山雨燕屬下的一個物種。其下共有10亞種，分布於歐洲、亞洲及非洲，包括地中海、印度、非洲南部及東部。

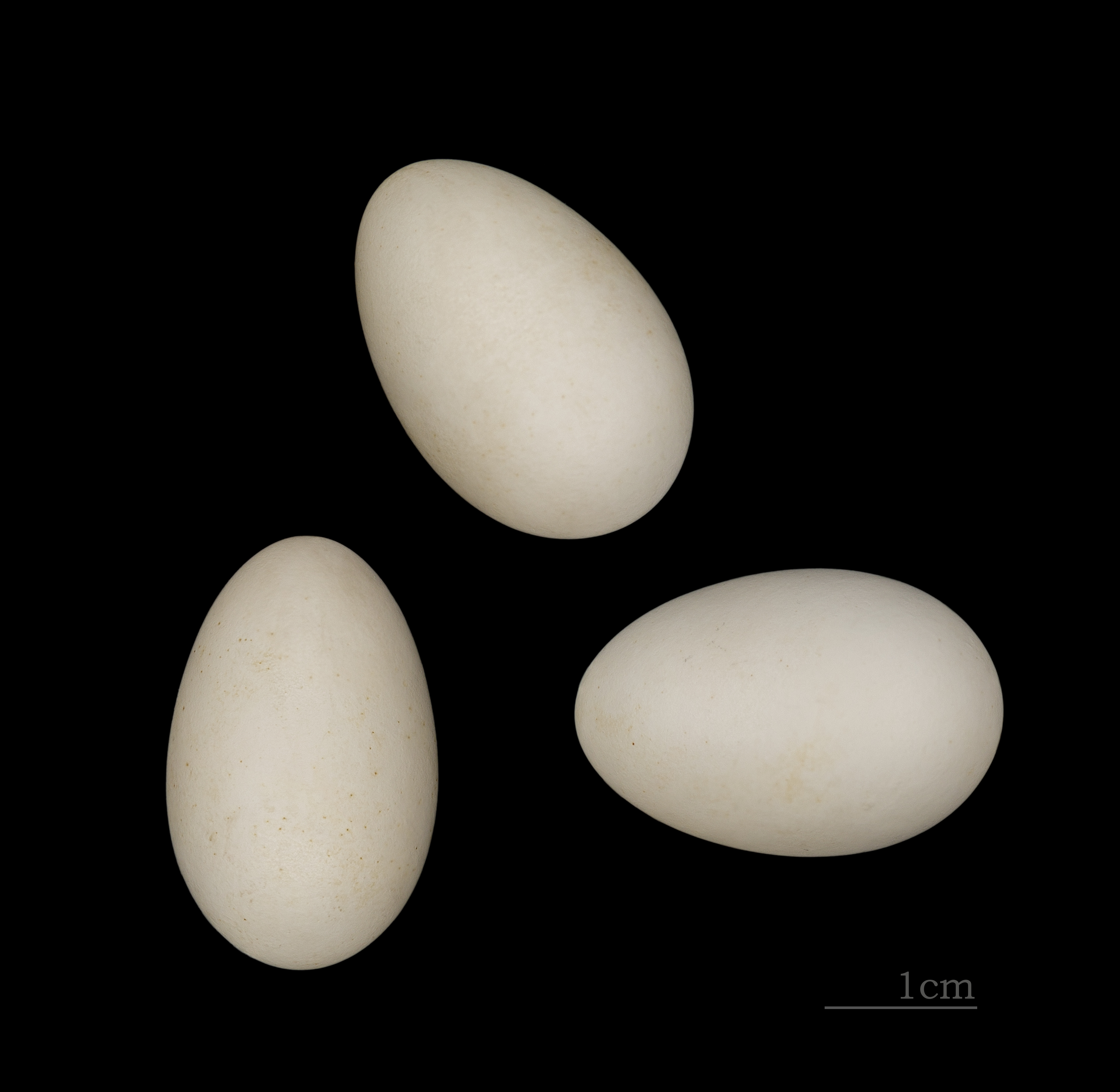
高山雨燕的卵

## 描述
全身大致黑色，僅胸、腹部、下頦至喉部白色。體長約22公分，尾羽分叉呈剪形，剪影像小型的隼科鳥類。

## 習性
高山雨燕大多出現於丘陵環境的高空中，天氣差時較少飛行，會群聚於巢中或在空曠地附近休息，靠在一起互相取暖。成群築巢，可多達170多對共同築巢於峭壁或建築物上，巢由麥桿和在空中收集的羽毛黏合唾液而成。配對制度為一夫一妻，長年保持同一配偶。有每年回到同一地點築巢的紀錄，每窩可產3枚卵。